# 阿普兰 (加利福尼亚州)
阿普兰（英語：Upland）是美国加利福尼亚州圣贝纳迪诺县下属的一座城市。建市于1906年5月15日，面积大约为15.62平方英里（40.5平方公里）。根据2010年美国人口普查，该市有人口73,732人。